# Kazachs voetbalelftal in 2001
Het Kazachs voetbalelftal speelde in totaal zeven interlands in het jaar 2001, het tiende jaar als onafhankelijke staat nadat het land decennialang deel had uitgemaakt van de Sovjet-Unie. De ploeg stond voor het eerste jaar onder leiding van bondscoach Vahid Masudov. Op de in 1993 geïntroduceerde FIFA-wereldranglijst steeg Kazachstan in 2001 van de 120ste (januari 2001) naar de 98ste plaats (december 2001), de hoogste klassering ooit.

## Balans
| Wedstrijden | Wedstrijden | Wedstrijden | Wedstrijden | Doelpunten | Doelpunten | Doelpunten | Punten |
| Gespeeld    | Winst       | Gelijk      | Verlies     | Voor       | Tegen      | Saldo      | Punten |
| ----------- | ----------- | ----------- | ----------- | ---------- | ---------- | ---------- | ------ |
| 7           | 4           | 3           | 0           | 20         | 2          | +18        | 1.571  |

## Interlands
|                                                            |       | |            |                                                                                    |
| 12 april WK-kwalificatie № 49 «onderlinge duels» 17:00 uur | Nepal | 0 – 6 | Kazachstan | Al-Shaab Stadion, Bagdad Toeschouwers: 45.000 Scheidsrechter: Mohammed Kousa (SYR) |
| 12 april WK-kwalificatie № 49 «onderlinge duels» 17:00 uur |       | 11' Oleg Litvinenko 21' Rafael Urazbakhtin 28' Oleg Litvinenko 73' Yevgeniy Lunev 75' Roeslan Baltiev 82' (pen.) Askhat Kadyrkulov |            | Al-Shaab Stadion, Bagdad Toeschouwers: 45.000 Scheidsrechter: Mohammed Kousa (SYR) |

|                                                            |                                                               |       |       |                                                                                   |
| 14 april WK-kwalificatie № 50 «onderlinge duels» 17:00 uur | Kazachstan                                                    | 3 – 0 | Macau | Al-Shaab Stadion, Bagdad Toeschouwers: 15.000 Scheidsrechter: Kim Tae-Young (KOR) |
| 14 april WK-kwalificatie № 50 «onderlinge duels» 17:00 uur | Igor Avdeyev 11' Oleg Litvinenko 57' Konstantin Gorovenka 68' |       |       | Al-Shaab Stadion, Bagdad Toeschouwers: 15.000 Scheidsrechter: Kim Tae-Young (KOR) |

|                                                            |                                |       |                    |                                                                                   |
| 16 april WK-kwalificatie № 51 «onderlinge duels» 19:15 uur | Irak                           | 1 – 1 | Kazachstan         | Al-Shaab Stadion, Bagdad Toeschouwers: 50.000 Scheidsrechter: Kim Tae-Young (KOR) |
| 16 april WK-kwalificatie № 51 «onderlinge duels» 19:15 uur | Abdul-Wahab Al-Hail 31' (pen.) |       | 6' Roeslan Baltiev | Al-Shaab Stadion, Bagdad Toeschouwers: 50.000 Scheidsrechter: Kim Tae-Young (KOR) |

|                                                            |                                                                                                 |       |       |                                                                                      |
| 21 april WK-kwalificatie № 52 «onderlinge duels» 16:00 uur | Kazachstan                                                                                      | 4 – 0 | Nepal | Zentral Stadion, Almaty Toeschouwers: 15.000 Scheidsrechter: Abdulla Al-Bannai (UAE) |
| 21 april WK-kwalificatie № 52 «onderlinge duels» 16:00 uur | Maksim Shevchenko 43' Roeslan Baltiev 69' (pen.) Maksim Shevchenko 73' Konstantin Gorovenka 87' |       |       | Zentral Stadion, Almaty Toeschouwers: 15.000 Scheidsrechter: Abdulla Al-Bannai (UAE) |

|                                                            |       |                                                                                                |            |                                                                                  |
| 23 april WK-kwalificatie № 53 «onderlinge duels» 16:00 uur | Macau | 0 – 5                                                                                          | Kazachstan | Zentral Stadion, Almaty Toeschouwers: 8.000 Scheidsrechter: Balu Sundarraj (IND) |
| 23 april WK-kwalificatie № 53 «onderlinge duels» 16:00 uur |       | 50' Dmitri Bjakov 51' Igor Avdeyev 70' Dmitri Bjakov 72' Igor Avdeyev 83' Konstantin Gorovenka |            | Zentral Stadion, Almaty Toeschouwers: 8.000 Scheidsrechter: Balu Sundarraj (IND) |

|                                                            |                     |       |                    |                                                                                     |
| 25 april WK-kwalificatie № 54 «onderlinge duels» 19:00 uur | Kazachstan          | 1 – 1 | Irak               | Zentral Stadion, Almaty Toeschouwers: 25.000 Scheidsrechter: Mongkol Rungklay (THA) |
| 25 april WK-kwalificatie № 54 «onderlinge duels» 19:00 uur | Oleg Litvinenko 32' |       | 42' Haidar Mahmoud | Zentral Stadion, Almaty Toeschouwers: 25.000 Scheidsrechter: Mongkol Rungklay (THA) |

|                                                       |         |       |            |                                                                                  |
| 14 november Vriendschappelijk № 55 «onderlinge duels» | Estland | 0 – 0 | Kazachstan | Lilleküla Stadion, Tallinn Toeschouwers: 500 Scheidsrechter: Margus Kotter (EST) |
| 14 november Vriendschappelijk № 55 «onderlinge duels» |         |       |            | Lilleküla Stadion, Tallinn Toeschouwers: 500 Scheidsrechter: Margus Kotter (EST) |

## FIFA-wereldranglijst
| JAN | FEB | MAR | APR | MEI | JUN | JUL | AUG | SEP | OKT | NOV | DEC |
| --- | --- | --- | --- | --- | --- | --- | --- | --- | --- | --- | --- |
| 120 | 120 | 122 | 124 | 106 | 104 | 104 | 104 | 107 | 107 | 106 | 98  |

## Statistieken
| Yuriy Novikov        | 1972-05-19 | Irtysh Pavlodar          | 6 | 0 | 0 | 6 | 0 |
| David Loria          | 1981-10-31 | Zhenis Astana            | 1 | 0 | 0 | 3 | 0 |
| Verdediging          |            |                          |   |   |   |   |   |
| Almas Kulshinbaev    | 1975-10-20 | Esil-Bogatyr Petropavl   | 6 | 0 | 0 |   |   |
| Nurmat Mirzabaev     | 1972-11-11 | Esil-Bogatyr Petropavl   | 6 | 0 | 0 |   |   |
| Samat Smakov         | 1978-12-08 | Rostselmash Rostov       | 4 | 2 | 0 |   |   |
| Konstantin Gorovenko | 1977-01-10 | Kairat Almaty            | 4 | 0 | 3 |   |   |
| Erlan Yeleusinov     | 1972-07-02 | Kairat Almaty            | 4 | 0 | 0 |   |   |
| Vyacheslav Bogatyrev | 1977-10-12 | Kairat Almaty            | 3 | 3 | 0 |   |   |
| Sergey Kirov         | 1978-02-04 | Irtysh Pavlodar          | 1 | 1 | 0 |   |   |
| Aleksandr Familtsev  | 1975-08-03 | Torpedo Moskou           | 1 | 0 | 0 |   |   |
| Maksim Samchenko     | 1979-05-05 | Sjachtjor Karaganda      | 1 | 0 | 0 |   |   |
| Middenveld           |            |                          |   |   |   |   |   |
| Roeslan Baltiev      | 1978-09-16 | Sokol Saratov            | 6 | 1 | 3 |   |   |
| Igor Avdeev          | 1973-01-10 | Esil-Bogatyr Petropavl   | 6 | 0 | 3 |   |   |
| Dmitri Bjakov        | 1978-04-09 | Kairat Almaty            | 5 | 1 | 2 |   |   |
| Askhat Kadyrkulov    | 1974-11-14 | CSKA Moskou              | 5 | 0 | 1 |   |   |
| Maksim Shevchenko    | 1980-03-27 | Chernomorets N.          | 2 | 3 | 1 |   |   |
| Sergey Kalabukhin    | 1972-04-29 | Esil-Bogatyr Petropavl   | 1 | 0 | 0 |   |   |
| Konstantin Kotov     | 1973-10-07 | Sjachtjor Karaganda      | 1 | 0 | 0 |   |   |
| Yuriy Krotov         | 1978-05-12 | Irtysh Pavlodar          | 1 | 0 | 0 |   |   |
| Dmitriy Mamonov      | 1978-04-26 | Kairat Almaty            | 0 | 2 | 0 |   |   |
| Andrei Karpovich     | 1981-01-18 | Irtysh Pavlodar          | 0 | 1 | 0 | 2 | 0 |
| Aanval               |            |                          |   |   |   |   |   |
| Rafael Urazbakhtin   | 1978-11-20 | Rostselmash Rostov       | 5 | 1 | 2 |   |   |
| Oleg Litvinenko      | 1973-11-22 | Ermis Aradippou          | 4 | 1 | 4 |   |   |
| Evgeniy Lunev        | 1976-04-26 | Sjachtjor Karaganda      | 2 | 2 | 1 |   |   |
| Valeriy Garkusha     | 1977-03-14 | Tobol Kostanay           | 1 | 0 | 0 | 1 | 0 |
| Nurbol Zhumaskaliyev | 1981-05-11 | Tobol Kostanay           | 1 | 0 | 0 | 1 | 0 |
| Evgeniy Tarasov      | 1979-03-25 | FK Zenit Sint-Petersburg | 0 | 2 | 0 |   |   |
| Vladimir Loginov     | 1974-01-05 | Kaysar Kyzylorda         | 0 | 1 | 0 |   |   |

KFF · A-internationals · Bondscoaches · Statistieken · Kazachs vrouwenelftal · Olympisch elftal · Kazachstan U21 · Kazachstan U20 · Kazachstan U19 · Kazachstan U18 · Kazachstan U17
1992 – 1999 · 2000 – 2009 · 2010 – 2019 · 2020 – 2029
1992 · 1993 · 1994 · 1995 · 1996 · 1997 · 1998 · 1999 · 2000 · 2001 · 2002 · 2003 · 2004 · 2005 · 2006 · 2007 · 2008 · 2009 · 2010 · 2011 · 2012 · 2013 · 2014 · 2015 · 2016 · 2017 · 2018 · 2019 · 2020 · 2021 · 2022 · 2023 ·
2024 · 2025
Albanië ·
Andorra ·
Armenië ·
Azerbeidzjan ·
Bahrein ·
België ·
Bosnië en Herzegovina ·
Bulgarije ·
Burkina Faso ·
China ·
Curaçao ·
Cyprus ·
Denemarken ·
Duitsland ·
Engeland ·
Estland ·
Faeröer ·
Finland ·
Frankrijk ·
Georgië ·
Griekenland ·
Hongarije · 
Ierland ·
IJsland ·
Irak ·
Iran ·
Japan ·
Jordanië ·
Kirgizië ·
Koeweit ·
Kroatië ·
Laos ·
Letland ·
Libanon ·
Libië ·
Liechtenstein ·
Litouwen ·
Litouwen ·
Luxemburg ·
Malta ·
Moldavië ·
Montenegro ·
Nederland ·
Nepal ·
Noord-Ierland ·
Noord-Korea ·
Noord-Macedonië ·
Noorwegen ·
Oekraïne ·
Oezbekistan ·
Oman ·
Oostenrijk ·
Pakistan ·
Palestina ·
Polen ·
Portugal ·
Qatar ·
Roemenië ·  
Rusland ·
San Marino ·
Saoedi-Arabië ·
Schotland ·
Servië ·
Singapore ·
Slovenië ·
Slowakije ·
Syrië ·
Tadzjikistan ·
Thailand ·
Tsjechië ·
Turkmenistan ·
Turkije ·
Verenigde Arabische Emiraten ·
Vietnam ·
Wales ·
Wit-Rusland ·
Zuid-Korea ·
Zweden